# Associação Atlética Portuguesa
L'Associação Atlética Portuguesa, noto anche semplicemente come Portuguesa Santista, è una società calcistica brasiliana con sede nella città di Santos, nello stato di San Paolo.

## Storia
Nel novembre 1914, i lavoratori della Pedreira do Contorno, nel quartiere di Jabaquara, Santos, stavano guardando una partita dell'Espanha Futebol Clube e decisero di creare una squadra di calcio per conto proprio. Il 20 novembre 1917, Manoel Tavares ebbe un incontro presso il negozio di barbiere di Alexandre Coelho, con altre 15 persone, che decisero di fondare un club in onore del Portogallo. Il nome scelto è stato Associação Atlética Portuguesa e Lino do Carmo è stato eletto primo presidente del club.
Il club ha disputato la sua prima partita il 5 dicembre 1920, in cui ha battuto il Sírio Futebol Clube per 6-0 all'Estádio Ulrico Mursa.
Nel 1964, la Portuguesa Santista ha vinto il Campeonato Paulista Série A2, ottenendo la promozione nella massima divisione statale dell'anno successivo.
Nel 1997, 2000 e 2003–2005 il club ha partecipato al Campeonato Brasileiro Série C, venendo eliminato alla prima fase.
Nel 2004, il club ha partecipato alla Coppa del Brasile, uscendo tuttavia al primo turno dopo la sconfitta con il 15 de Novembro di Campo Bom, Rio Grande do Sul.
Nel 2023 riesce a conquistare la Copa Paulista, sconfiggendo il São José Esporte Clube per 1-0 a Ulrico Mursa nella sfida di andata e pareggiando la gara di ritorno per 2-2. Questa conquista portò il club a partecipare alla Coppa del Brasile 2024, unica rappresentante della città di Santos nella competizione.

## Palmarès

### Competizioni statali
- Campeonato Paulista Série A2: 4

1932, 1933, 1934, 1964
- Campeonato Paulista Segunda Divisão: 1

2016
- Copa Paulista: 1

2023

### Altri piazzamenti
- Campionato paulista:

Terzo posto: 1936, 1937, 1938
Semifinalista: 2003